# Matías Giordano
Matías Fernando Giordano (Haedo, provincia de Buenos Aires, Argentina, 11 de septiembre de 1979) es un exfutbolista que se desempeñaba como arquero.

## Clubes
| Club                 | País      | Año       |
| -------------------- | --------- | --------- |
| Chacarita Juniors    | Argentina | 1997-2000 |
| Deportivo Merlo      | Argentina | 2000-2002 |
| Flandria             | Argentina | 2002-2003 |
| Deportivo Morón      | Argentina | 2003-2004 |
| Deportivo Merlo      | Argentina | 2004-2005 |
| Comunicaciones       | Argentina | 2005-2008 |
| Quilmes              | Argentina | 2008-2009 |
| Talleres             | Argentina | 2009-2010 |
| All Boys             | Argentina | 2010-2011 |
| Desamparados         | Argentina | 2011-2012 |
| Deportivo Merlo      | Argentina | 2012-2013 |
| Brown de Adrogué     | Argentina | 2013      |
| Huracán              | Argentina | 2014-2017 |
| Club Atlético brown  | Argentina | 2018-2020 |
| Club Almirante Brown | Argentina | 2020      |

## Títulos

### Campeonatos locales
| Título              | Club    | Sede     | Año     |
| ------------------- | ------- | -------- | ------- |
| Copa Argentina      | Huracán | San Juan | 2013/14 |
| Supercopa Argentina | Huracán | San Juan | 2014    |